# Жепенник-Біскупі
Жепенник-Біскупі (пол. Rzepiennik Biskupi) — село в Польщі, у гміні Жепенник-Стшижевський Тарнівського повіту Малопольського воєводства.
Населення — 1463 особи (2011).
У 1975—1998 роках село належало до Тарнівського воєводства.

## Географія
Селом протікає річка Жеп'янка.

## Демографія
Демографічна структура станом на 31 березня 2011 року:
|          | Загалом | Допрацездатний вік | Працездатний вік | Постпрацездатний вік |
| -------- | ------- | ------------------ | ---------------- | -------------------- |
| Чоловіки | 721     | 173                | 477              | 71                   |
| Жінки    | 742     | 186                | 375              | 181                  |
| Разом    | 1463    | 359                | 852              | 252                  |